# Oskar Grupe
Oskar Grupe (* 14. April 1878 in Einbeck; † 26. Februar 1940 in Berlin-Schmargendorf) war ein deutscher Geologe.

## Familie
Oskar Grupe war der Sohn des Kaufmanns Hermann Grupe († 1908) und dessen Ehefrau Louise, geb. Böhlecke († 1917).
Die im Jahr 1906 in Bad Gandersheim geschlossene Ehe mit seiner Frau Elly, geb. Kunz, Tochter des Baurats Kunz, blieb kinderlos.

## Leben
Oskar Grupe studierte zunächst Bauingenieurwesen und dann Chemie an der Technischen Hochschule Hannover. Ab 1898 studierte er Geologie an der Universität Göttingen, wo er 1901 bei Adolf von Koenen promoviert wurde (Die geologischen Verhältnisse des Elfas, Homburgwaldes, Voglers und ihres südlichen Vorlandes). Er war danach kurz Assistent und nahm an einer Expedition nach Sumatra der niederländischen Erdölgesellschaft Koninklijke Nederlandschen Petroleum Maatschappij teil, die er aber aufgrund einer Malaria-Erkrankung abbrechen musste.
Er war 1902 bis 1939 bei der Preußischen Geologischen Landesanstalt (PGLA) in Berlin, zunächst als Hilfsgeologe und seit 1904 in fester Stellung. 1914 wurde er Bezirksgeologe, 1927 Landesgeologe und 1924 erhielt er den Professorentitel. Ab 1934 leitete er die Staatsprüfungen für Geologen in Berlin.

## Kartographische Veröffentlichungen
Beim PGLA bearbeitete er über 35 geologische Karten (1:25.000), vor allem aus dem Gebiet der Trias.

## Schriften
- Beiträge zur Kenntnis des Wellenkalks im südlichen Hannover und Braunschweig. In: Jahrbuch der Königlich Preussischen Geologischen Landesanstalt und Bergakademie zu Berlin für 1905, Berlin, 1905, 436- 466
- Zur Stratigraphie des Trias im Gebiet des oberen Wesertales. In: Jahresberichte der niedersächsischen geologischen Vereinigung, Band 4, 1911, S. 1–102

Er veröffentlichte weiterhin u. a. zu Salzvorkommen im Weser-Leine-Gebiet und den Asphaltlagerstätten in Eschershausen.

## Mitgliedschaften
- Arbeitsgemeinschaft nordwestdeutscher Geologen[2]
- Corps Macaro-Visurgia[3]